# Portrait de Lorenzo di Credi
Le portrait de Lorenzo di Credi (en italien : Ritratto di Lorenzo da Credi) est une œuvre du Pérugin, une peinture à l'huile sur bois, transférée sur toile, (40 × 30,5 cm) (1488), conservée à la  National Gallery of Art à Washington.

## Histoire
Avant que la peinture ne soit transférée sur toile, l'inscription « Lorenzo di Credi, pittore più eccellente, 1488, età 32 anni, 8 mesi » (« Lorenzo di Credi, peintre des plus excellents, 1488, de 32 ans et 8 mois ») était lisible sur le support en bois. Cette inscription a probablement été ajoutée au cours du XVIe siècle et a fait longtemps penser qu'il s'agissait de la signature de l'artiste et par conséquent d'un autoportrait.
Actuellement on suppose plutôt que le texte a pour but de rappeler le sujet, l'analyse stylistique ayant rapproché l'exécution de l'œuvre de la manière du Pérugin, compagnon d'atelier de Lorenzo à l'école de leur maître commun Andrea del Verrocchio.
Une confrontation de l'œuvre avec celle du Portrait de Francesco delle Opere des Offices, qui représente la même façon de peindre la mâchoire, est particulièrement parlante.
Le même style avec des effets de contraste prononcés dans l'enchaînement des plans successifs des couleurs et les cheveux décoiffés renvoient à celui de ses débuts, plutôt qu'à celui lisse et diffus de Lorenzo di Credi, beaucoup plus proche de celui d'un autre célèbre élève  de Verrochio : Léonard de Vinci.

## Description
Lorenzo di Credi est représenté en buste tourné de trois-quarts vers la gauche du tableau, le visage orienté vers le spectateur ; il est coiffé d'une coiffe noire et d'une veste de la même couleur, au-dessus d'une chemise blanche que l'on entrevoit par son collet. Le visage est effilé, le nez aquilin, les sourcils larges, la bouche charnue assumant une expression sérieuse, le menton allongé, les cheveux longs et châtain.
En arrière-plan, un paysage de rochers et de collines pointillées d'arbrisseaux se perd dans le lointain sur un fond de ciel bleu dégradé.

## Analyse
L'inclinaison en arrière de la tête et l'expression du visage, renforçant le ton mélancolique  et distant du portrait, est probablement à rapprocher de la mort du maître Verrocchio en 1488 à Venise, dont la dépouille a été ramenée à Florence justement par Lorenzo di Credi.
Le portrait fait transparaître une certaine intensité expressive, avec une forte individuation physionomiste, en faisant  ressortir certaines particularités : Visage effilé, nez aquilin, sourcils larges, bouche charnue, menton allongé, cheveux longs et châtain.
La peinture est un exemple typique de la technique du Pérugin dans l'art du  portrait, capable de rendre une grande intensité physiognomonique et psychologique, très différente des personnages idéalisés, fantaisistes ou au regard absent d'autres compositions.
L'arrière-plan avec les douces collines, sans aspérités, pointillées de frêles et feuillus arbrisseaux, typiques de l'école ombrienne s'estompe dans le lointain selon les règles de la perspective atmosphérique.

## Sources
- (it) Cet article est partiellement ou en totalité issu de l’article de Wikipédia en italien intitulé « Ritratto di Lorenzo di Credi » (voir la liste des auteurs).